# Гертлер, Андре
Андре Гертлер (фр. André Gertler; 26 июля 1907, Будапешт — 23 июля 1998, Брюссель) — бельгийский скрипач и музыкальный педагог венгерского происхождения.

## Биография
Андре Гертлер родился 26 июля 1907 года в городе Будапеште.
Окончил Будапештскую музыкальную академию, где учился у Енё Хубаи, Золтана Кодаи, Лео Вайнера. Затем, в том числе по причине значительного роста антисемитизма в Венгрии, отправился в Бельгию для занятий с Эженом Изаи — и остался там начиная с 1928 года. С 1931 года руководил струнным квартетом, в 1937 году входил в жюри Конкурса имени Изаи.
После Второй мировой войны преподавал в Брюссельской консерватории, затем с 1954 года в Кёльнской консерватории и наконец после 1964 г. в Ганноверской Высшей школе музыки. Среди учеников Гертлера, в частности, Тадеуш Вроньский, Андре Рьё, Нилла Пьерру.
Известен как поклонник творчества Белы Бартока, был с ним близко знаком, записал все его скрипичные сочинения. Творческое содружество связывало Гертлера также с Йозефом Суком. Гастролировал во многих странах, выступал на различных музыкальных фестивалях, вел летние курсы мастерства в Зальцбурге, Дармштадте, Стокгольме, Блумингтоне.
Кавалер ряда бельгийских орденов. В течение 10 лет возглавлял Общество бельгийско-венгерской дружбы.
Андре Гертлер умер 23 июля 1998 года в городе Брюсселе.